# Ryunosuke Harada
Ryunosuke Harada –en japonés, 原田 龍之介, Harada Ryunosuke– (Nagasaki, 6 de mayo de 1985) es un deportista japonés que compitió en vela en la clase 470. Ganó una medalla de bronce en el Campeonato Mundial de 470 de 2009.

## Palmarés internacional
| \| Campeonato Mundial \| Campeonato Mundial \| Campeonato Mundial \| Campeonato Mundial \| \| Año \| Lugar \| Medalla \| Clase \| \| ------------------ \| -------------------- \| ------------------ \| ------------------ \| \| 2009 \| Rungsted (Dinamarca) \| Medalla de bronce \| 470 \| |                      |                   |       |
| Campeonato Mundial |                      |                   |       |
| Año | Lugar                | Medalla           | Clase |
| 2009 | Rungsted (Dinamarca) | Medalla de bronce | 470   |